# Coridel Entertainment

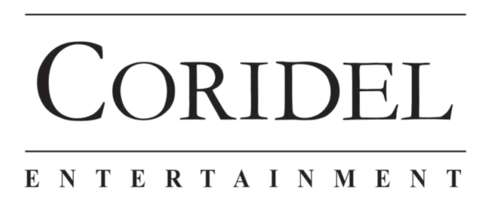
Logomarca da agência Sul-coreana Coridel Entertainment

CORIDEL ENTERTAINMENT é uma agência Sul-coreana de entretenimento, empresa estabelecida em 2015 por Tyler Kwon.

## História
Coridel Entertainment foi fundada em 2015 por Tyler Kwon como uma subsidiária do Coridel Group, com sede em Nova Iorque, Estados Unidos. Fundiu-se no mesmo ano com uma gravadora chamada Clear Company, que conseguiu entrar no mercado competitivo do K-pop, formando o girl group de Playback e gerenciando o cantor Jeff Bernat no mercado coreano com concertos e lançamentos.
Em 28 de fevereiro de 2016, a cantora e empresária Jessica Jung, ex-integrante do girl group Girls' Generation, que está atualmente em um relacionamento com Kwon assinou um contrato de exclusividade com a Coridel Entertainment seguinte ela se separar do grupo, em 2014, e a partida de sua antiga agência S. M. de Entretenimento em 2015. Jung é proprietária da casa de moda Blanc & Eclare. Em 17 de Maio de 2016, ela lançou seu álbum de estreia a solo sob o rótulo intitulado With Love, J, com a música de promoções intitulada "Fly".

## Grupos
- Playback: Os membros do girl group "Playback" fizeram sua estréia em 2015, lançando o tipo de música que o público sempre quer ouvir desde sua primeira vez. Elas fizeram sua estréia com a faixa-título viciante "Playback", e seguiu com uma colaboração com Eric Nam em seu segundo título "Isn’t there" (traduzido do "없을까").

## Solistas
- Jeff Bernat: Multi-talentoso o artista de R&B Jeff Bernat estreou em 2012 com seu álbum de sucesso, incluindo faixas "Call You Mine", "Groovin", "If You Wonder," e muito mais. Estes liderou as paradas na Coréia há mais de três anos. Ele continua seu sucesso com "Queen" do recente lançamento de seu terceiro álbum "In the Meantime", que atingiu a posição # 1 nas paradas Mnet.
- Jessica Jung: Jessica é um artista multi-facetada que tem de uma carreira vibrante como uma cantora, atriz, artista de palco, modelo e designer. Com vários álbuns, singles e duetos em sua discografia, Jessica tem expandido seu alcance na indústria do entretenimento para incluir performance de palco e papéis ativos. Ela lançou sua marca de moda de luxo/marca de beleza BLANC & Eclare em 2014, marcando oficialmente seu início como fashionista do mundo do entretenimento.